# Campeonato de España de Atletismo en pista cubierta de 1975
El XI Campeonato de España de Atletismo en pista cubierta, se disputó el día 1 de marzo de 1975 en las instalaciones deportivas de Palacio de los Deportes, Madrid, España.

## Resultados

### Hombres
| Evento              | Oro                            | Plata                     | Bronce                                 |
| ------------------- | ------------------------------ | ------------------------- | -------------------------------------- |
| 60 m                | José Carbonell 6.6             | Manuel Carballo 6.7       | José Luis Sánchez Paraíso 6.7          |
| 400 m               | Juan José Sarrasqueta 49.20    | Antonio Paez 49.60        | Marceliano Ruiz 49.61                  |
| 800 m               | Isidro Solorzano 1:55.59       | Manuel Carballo 1:57.20   | Antonio Pardo 1:59.59                  |
| 1500 m              | José Antonio Martínez 3:53.82  | Jesús Sanz 3:54.18        | Antonio Fernández Ortiz 3:55.61        |
| 3000 m              | Carlos García Caro 8:35.83     | José Luis Barrios 8:35.90 | Antonio Gómez 8:41.14                  |
| 60 m vallas         | Gerardo Calleja 7.9 =          | Adrián Parellada 8.0      | Antonio Valverde 8.1                   |
| Salto de altura     | Gustavo Marqueta 2,10          | José Antonio Ocio 2,07    | Martí Perarnau 2,04                    |
| Salto con pértiga   | Efrén Alonso 4,90              | Roger Oriol 4,60          | Julio Rifaterra 4,60                   |
| Salto de longitud   | Saturnino Rodríguez Risco 7,57 | Ernesto Mir 7,51          | José Luis Rodríguez de la Infanta 7,08 |
| Triple salto        | Francisco Castrillo 15,48      | Alberto Santamaría 15,20  | Ignacio Hernández 14,80                |
| Lanzamiento de peso | Manuel Ruiz Parajón 15,36      | José Luis Yáñez 15,19     | Luis Pérez 14,86                       |

### Mujeres
| Evento              | Oro                        | Plata                       | Bronce                  |
| ------------------- | -------------------------- | --------------------------- | ----------------------- |
| 60 m                | Begoña Lezcano 7.5         | Ela Cifuentes 7.6           | Ángela Domínguez 7.6    |
| 400 m               | Rosa Colorado 57.5         | Gloria Pujol 58.3           | Engracia Callén 1:00.99 |
| 800 m               | Pilar Freixa 2:22.56       | Isabel Carrasco 2:28.58     | Gemma Rodiño 2:31.59    |
| 1500 m              | María Jesús Jiménez 5:05.9 | Ana María Santos 5:14.0     |                         |
| 60 m vallas         | María José Martínez 8.9    | Pilar Simón 8.9             | Alicia Laiseca 9.3      |
| Salto de altura     | Sagrario Aguado 1,65       | Celia Rivas 1,63            | Isabel Mozún 1,61       |
| Salto de longitud   | Emilia Mesa 5,34           | Alicia Laiseca 5,28         | Ángeles Moinelo 5,28    |
| Lanzamiento de peso | Maribel Pujabet 11,29      | María Ángeles Muguiro 11,02 | Mercedes Ribelles 10,54 |

## Récords batidos
| Tipo              | Sexo    | Prueba      | Atleta          | Marca               |
| ----------------- | ------- | ----------- | --------------- | ------------------- |
| Récords de España | Hombres | 60 m vallas | Gerardo Calleja | 7.9 (iguala récord) |
| Récords de España | Mujeres | 60 m        | Begoña Lezcano  | 7.5                 |